# Stor-Grästjärnen, Jämtland
Stor-Grästjärnen är en sjö i Bräcke kommun i Jämtland och ingår i Ljungans huvudavrinningsområde. Sjöns area är 0,026 kvadratkilometer och den befinner sig 401 meter över havet.